# Java IDL
Java IDL o Java Interface Description Language es una implementación CORBA que permite que dos objetos interactúen sobre diferentes plataformas a través de una red. Java IDL al ser una interfaz permite que los objetos interactúen sin importar el lenguaje en que estén escritos, a diferencia de Java RMI que solo soporta objetos distribuidos escritos en Java.
Esto se logra ya que Java IDL está basado en Common Object Request Brokerage Architecture (CORBA), un estándar para objetos distribuidos. CORBA fue definido y está controlado por el Object Management Group (OMG) que define las API, el protocolo de comunicaciones y los mecanismos necesarios para permitir la interoperatividad entre diferentes aplicaciones escritas en diferentes lenguajes y ejecutadas en diferentes plataformas, lo que es fundamental en computación distribuida.
Para soportar la interacción entre objetos de programas separados, Java IDL proporciona un Object Request Broker (ORB) que es una biblioteca de clases que permite una comunicación de bajo nivel entre aplicaciones Java IDL y aplicaciones compatibles con CORBA.